# Flyover country

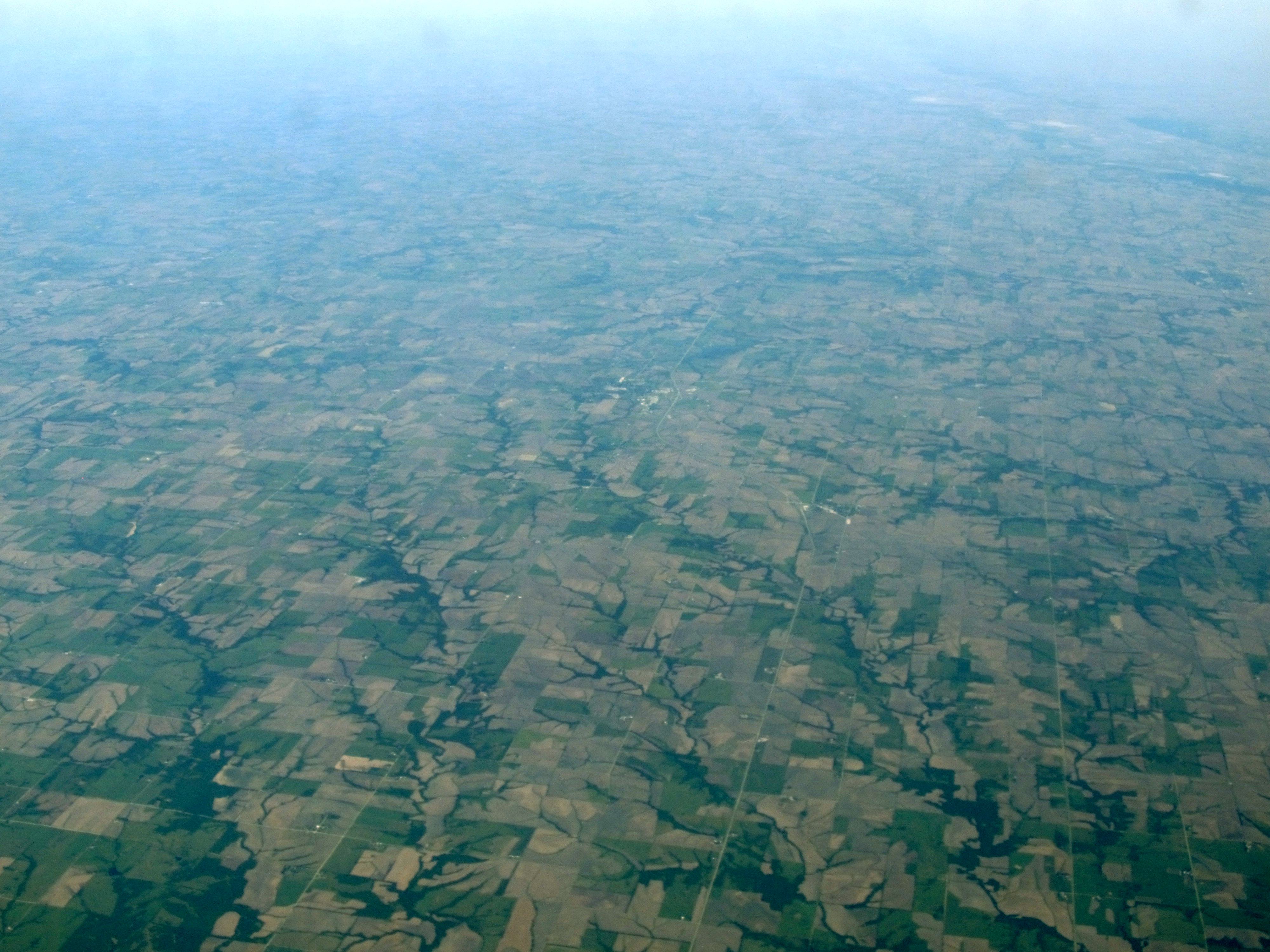
Vedere din avion în Kansas, SUA, stat situat în mijlocul SUA

Flyover country sau flyover states (în traducere aproximativă: țara, respectiv statele „peste care se zboară”) sunt expresii americane, numele dat regiunilor Statelor Unite situate între coasta de vest⁠(d) și cea de est⁠(d). Termenii sunt folosiți uneori peiorativ, dar cel mai adesea defensiv, și se referă la regiunile interioare ale țării peste care circulă zborurile transcontinentale⁠(d), mai ales acelea dintre cele mai populate aglomerări urbane: Megapolisul nord-estic și California de Sud⁠(d). Astfel, „flyway country” înseamnă acea parte a țării pe care unii americani o văd numai din avion dar în care niciodată nu pășesc.
Deși termenul este cel mai frecvent asociat cu statele situate în centrul geografic al țării, cele mai multe avioane traversează, fără să aterizeze sau să decoleze, statele de pe coasta de est, primul în acest clasament fiind Virginia, urmat de Carolina de Nord și Pennsylvania.